# René Poitevin
René Poitevin (28 de diciembre de 1943 - 9 de mayo de 2007) fue un abogado y sociólogo guatemalteco que realizó numerosas investigaciones y publicaciones a lo largo de su carrera. Entre sus obras más destacadas se encuentran La industrialización en Guatemala (1977); Los jóvenes guatemaltecos a finales del siglo XX (2000) y Nadie quiere soñar despierto: Ensayos sobre juventud y política (2000). Se desempeñó en el cargo de director de la Facultad Latinoamericana de Ciencias Sociales (FLACSO) en Guatemala, de enero de 1989 a junio de 1998 y posteriormente, de julio de 1998 a junio de 2000.

## Biografía
René Poitevin nació el 28 de diciembre de 1943. Se graduó de abogado y notario de la Universidad de San Carlos de Guatemala y posteriormente obtuvo un doctorado en sociología de la Universidad de París V René Descartes. En 1987, Poitevin tuvo un rol activo en la fundación de FLACSO Guatemala, en la cual fungió como director entre 1989 a 1998 y de 1998 al 2000. En su vida profesional, destaca su papel como consultor para entidades internacionales tales como el Programa de Naciones Unidas para el Desarrollo (PNUD) y el Programa Latinoamericano de Democracia (PRODDAL). Asimismo, fungió como director de la Fundación Soros en Guatemala.
En 1977, cuando publica El proceso de industrialización en Guatemala, realiza uno de sus primeros acercamientos al campo de la sociología económica. Además de adentrarse en este campo, ese mismo año publica ¿Quiénes somos?, donde denuncia a través de una manera empírica, las limitaciones de la educación superior para los integrantes de la clase baja en Guatemala. Debido a su asociación con Alain Touraine, como su estudiante en París, Poitevin se adentró en los procesos de cambio social que se producían en Guatemala, dentro de un contexto de estructuras políticas en transición. Una de sus contribuciones dentro del campo de la sociología política lo constituye el análisis del poder local que realizó en 1994 para el volumen titulado Estado, participación social y democratización que incluye también trabajos de Víctor Gálvez Borrell y Carlos Enrique González.
Durante su gestión como director de FLACSO promovió que este se institucionalizara como una sede académica en Guatemala. Además, en 1993, publicó una crónica interpretativa del autogolpe del Presidente guatemalteco Jorge Serrano. Sus últimos estudios académicos se centraron en el tema de la juventud, en particular los elementos que conforman sus identidades y las limitaciones y oportunidades que les provee el entorno para desarrollarse. Finalmente, su pasión por la historia nacional lo llevó a escribir una historia política de Guatemala, que abarca de 1944 a 2000, dentro del Compendio de Historia Contemporánea de Guatemala, publicado por ASIES.